# SAPCD1
SAPCD1 (англ. Suppressor APC domain containing 1) – білок, який кодується однойменним геном, розташованим у людей на 6-й хромосомі. Довжина поліпептидного ланцюга білка становить 148 амінокислот, а молекулярна маса — 16 650.
| 10         |  | 20         |  | 30         |  | 40         |  | 50         |
| ---------- |  | ---------- |  | ---------- |  | ---------- |  | ---------- |
| MGSQGSGGVP |  | LVQAPYTVLL |  | LPLGTSRQDP |  | GAQSFFLWLR |  | RMQALEREQD |
| ALWQGLELLQ |  | HGQAWFEDHL |  | REAQRQQLHL |  | GALGENFLTD |  | LHSEPGRPPL |
| AQIQKVNICL |  | QNLIHEKELS |  | RQQKGVTQPK |  | EEMAQRGCTK |  | GPRGPTRV   |

A: Аланін

C: Цистеїн

D: Аспарагінова кислота

E: Глутамінова кислота

F: Фенілаланін

G: Гліцин

H: Гістидин

I: Ізолейцин

K: Лізин

L: Лейцин

M: Метіонін

N: Аспарагін

P: Пролін

Q: Глутамін

R: Аргінін

S: Серин

T: Треонін

V: Валін

W: Триптофан

Задіяний у такому біологічному процесі, як альтернативний сплайсинг. 